# Rhoda (Kairo)

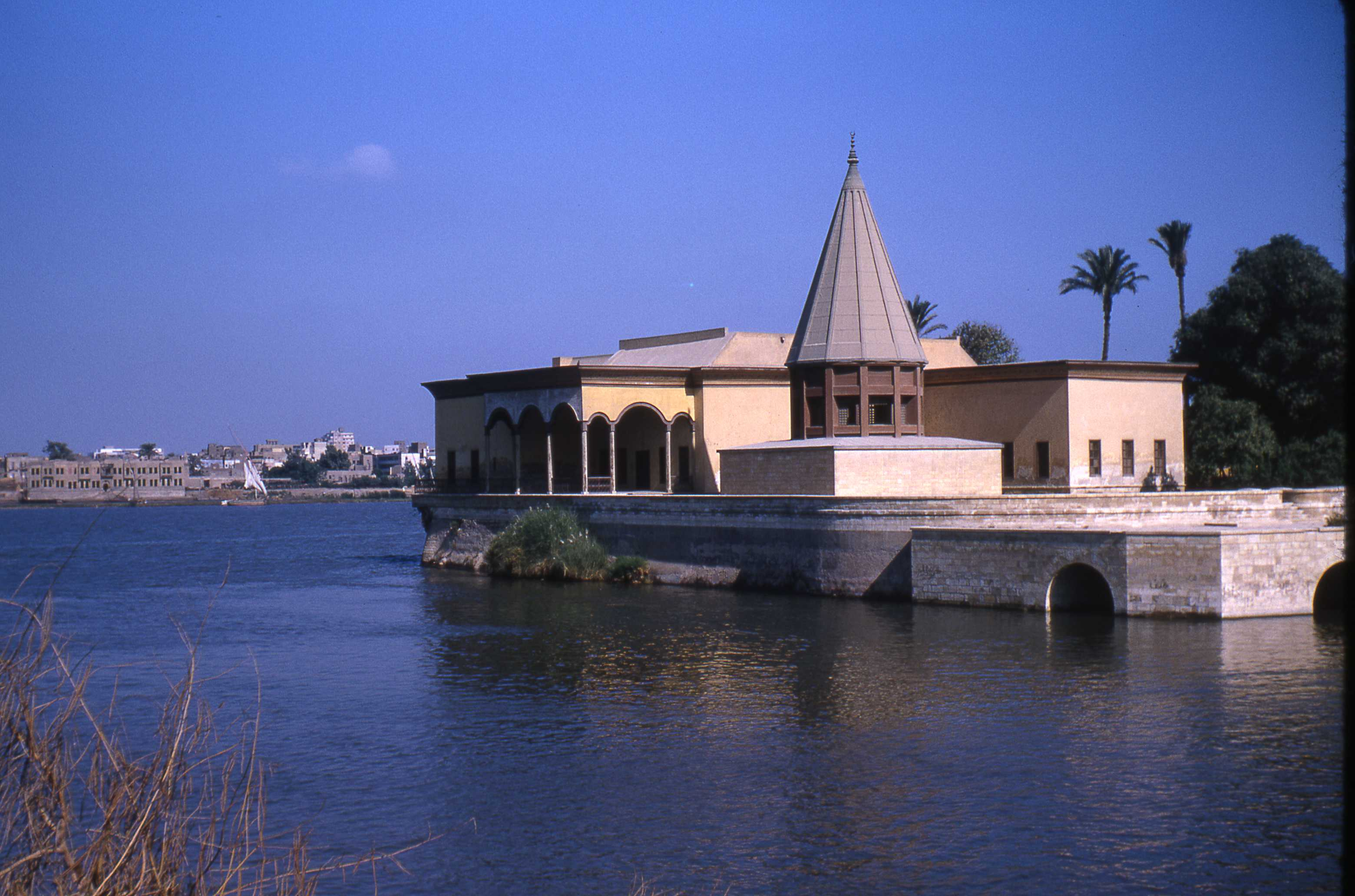
Rhoda-öns Nilometer

Rhoda eller Rhoda-ön (ibland stavat Rawdah, arabiska: جزيرة الروضة , på egyptisk arabiska Gezīret er-Rōdah), är en ö, och ett distrikt,  i Nilen strax söder om centrala Kairo, Egypten.  
Förutom Rhodadistriktet ligger även El-Manial-distriktet, med El-Manials palats och park, på ön.. Ön ligger väster om det historiska Gamla Kairo, på andra sidan en smal sidofåra av Nilen. En av de äldsta islamiska byggnaderna i Egypten, Nilometern för att mäta Nilens vattenstånd, finns på öns södra udde. 
Nilens vattenstånd var av stor betydelse för Egypten och mätningar har utförts i över 5 000 år. Vattennivån gav indikationer om landets omedelbara framtid, måttliga nivåer betydde goda tider i form av goda skördar. För höga nivåer innebar översvämningar som kunde vara förstörande och låga nivåer medförde torka och hungersnöd.